# Pseudalsophis
Pseudalsophis (лат.) — род змей из подсемейства Dipsadinae семейства ужеобразных.
Распространены в Южной Америке в Эквадоре (особенно на Галапагосах) и Перу.

## Виды
Род включает 10 видов:
- Pseudalsophis biserialis (Günther, 1860) — двухрядный альсофис
- Pseudalsophis darwini Zaher et al., 2018
- Pseudalsophis dorsalis (Steindachner, 1876)
- Pseudalsophis elegans (Tschudi, 1845)
- Pseudalsophis hephaestus Zaher et al., 2018
- Pseudalsophis hoodensis (Van Denburgh, 1912)
- Pseudalsophis occidentalis (Van Denburgh, 1912)
- Pseudalsophis slevini (Van Denburgh, 1912)
- Pseudalsophis steindachneri (Van Denburgh, 1912)
- Pseudalsophis thomasi Zaher et al., 2018

## Этимология
Видовые названия slevini и steidachneri, даны в честь американского герпетолога Joseph Richard Slevin и австрийского герпетолога Франца Штейндахнера соответственно.

## Иллюстрации
- Pseudalsophis dorsalis
- Pseudalsophis hoodensis
- Pseudalsophis occidentalis
- Pseudalsophis steindachneri